# Lào Cai (stad)
Lào Cai is een stad in Noord-Vietnam en het is de hoofdstad van de provincie Lào Cai. Lao Cai grenst aan de Chinese stadsprefectuur Hekou in de provincie Yunnan in Zuidwest-China.
Lao Cai ligt aan de Rode Rivier (Hong Ha) en de Nậm Thi die 260 km ten noordwesten van Hanoi ligt. De stad is een marktstad voor hout aan de Haiphong spoorweg.
De stad ligt op 2 km van de Chinese grens.

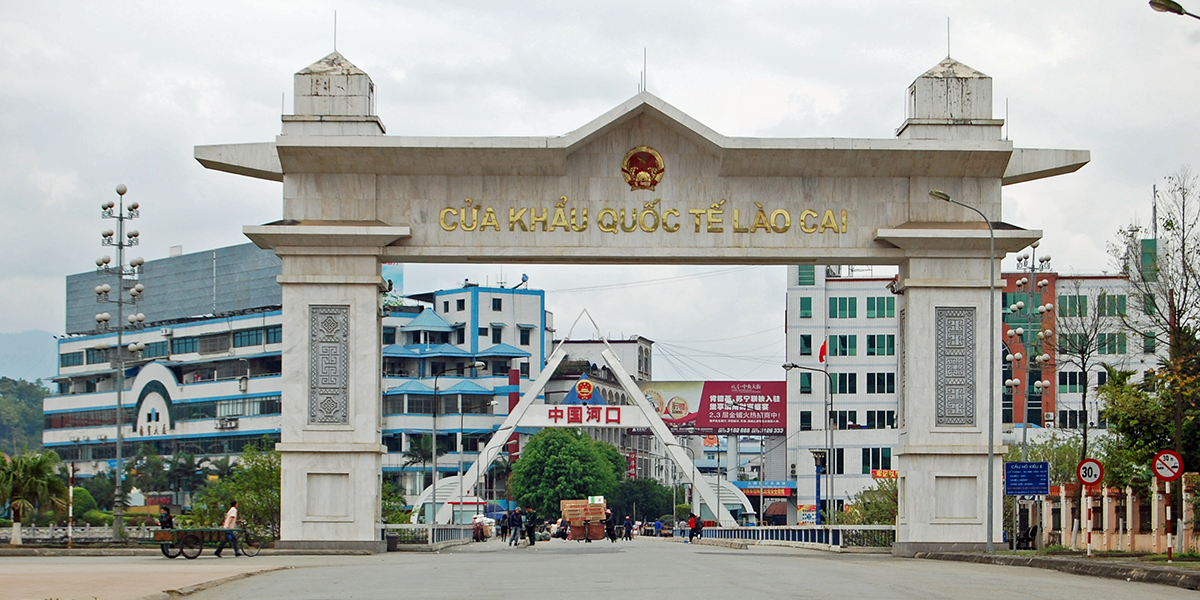
Grenspost bij Lào Cai
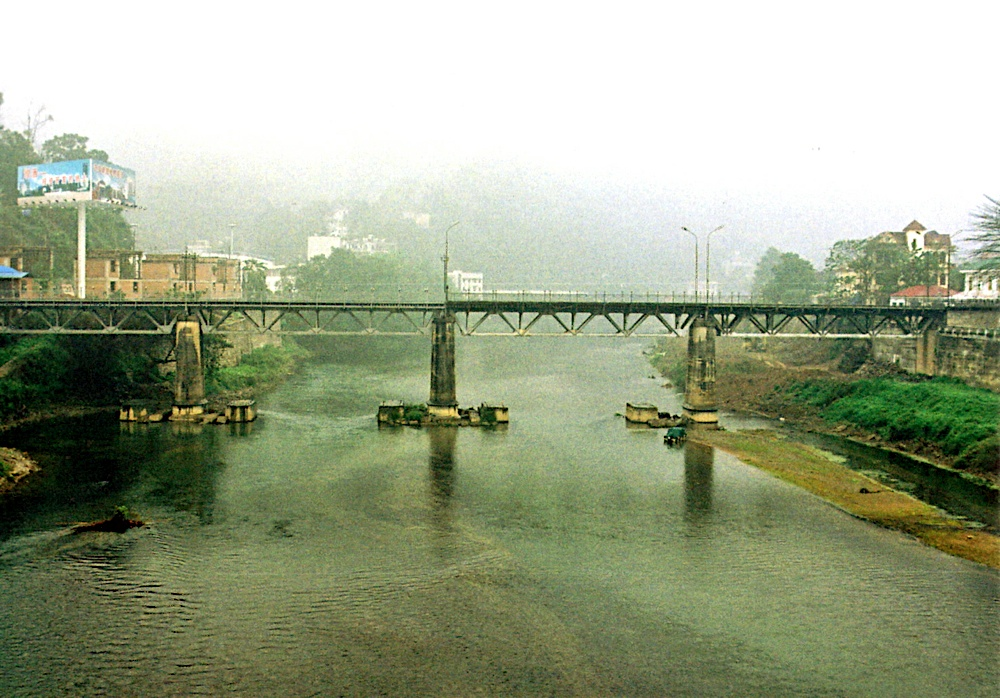
Brug in Lào Cai